# Noureddine Diwa
Noureddine Diwa (arabe : نور الدين ديوة), de son vrai nom Noureddine Beniahmed ou Ben Yahmed, né le 26 février 1937 à Tunis et mort le 20 avril 2020, est un joueur et entraîneur de football tunisien.
Considéré par beaucoup de sportifs comme le joueur le plus talentueux de son époque, adulé, encensé et admiré, il est considéré comme « un monument du football, une légende vivante ».

## Biographie
Né dans le quartier populaire de Rahbet El Ghnam à Tunis, il s'éprend de football dès son enfance et participe aux matchs inter-quartiers. À l'âge de douze ans, il signe sa première licence à l'Espérance sportive de Tunis (EST) et se distingue rapidement par ses qualités techniques et son sens du but. En 1952, après l'arrêt des compétitions en raison des événements politiques de cette année-là, il est autorisé, ainsi que Hédi Hamoudia et Rabah Krimi, à signer une licence provisoire au profit de l'Union sportive tunisienne (UST) qui constitue une équipe de choc avec Diwa, Hamoudia, Victor Abitbiol et Hubert dit Bébé Slama. Elle écrase tout sur son passage et remporte le critérium des juniors ; Diwa en est le chef de file et l'attraction du public. Albert Smadja, en relatant le match opposant l'équipe à la Jeanne d'Arc, décrit l'un de ses exploits : « Noureddine surveillé par un groupe de joueurs, d'un flegme imperturbable, l'excellent attaquant ustien dribble un à un les équipiers adverses et arrive vers le gardien. Celui-ci avance vers lui. En voulant lui soustraire le ballon. Plus fin et plus intelligent, Noureddine recule, Guarino tombe grâce à cette feinte et le joueur blanc marque sous les applaudissements de la galerie ».
Son talent incite les dirigeants du Stade tunisien, déterminés à bâtir un grand club, à le persuader de signer en leur faveur. Il déserte l'UST à la veille du championnat d'Afrique du Nord juniors et provoque le courroux de son club d'origine, pour lequel il est toujours licencié. Cependant, le président de l'EST, Chedly Zouiten, opposé à tout esprit de vedettariat, ne veut plus de lui et le libère au grand bonheur du Stade tunisien avec lequel il réalise une excellente carrière. En 1953-1954, il cumule le championnat régional des cadets, le doublé national des juniors et le championnat de troisième division avec les seniors ; il atteint également la demi-finale de la coupe d'Afrique du Nord.
En 1954-1955, il permet à son club d'accéder en division nationale en marquant notamment quatre buts au cours des barrages. Mais Diwa, malgré son talent, manque de fougue et d'agressivité : il lui arrive de décrocher et de manquer d'enthousiasme, ce qui lui vaut son surnom de Diwa, une déformation de l'expression dialectale doua qui signifie « esprit dilettante ». Parmi l'élite, il accumule toutefois les titres et les lauriers. En 1957, il est contacté par Le Havre mais ses dirigeants opposent leur veto à son émigration. À l'issue de la saison 1961-1962, il part vers le Limoges Football Club où il joue pendant cinq ans et réussit un beau parcours. En 1968, il revient en Tunisie pour terminer sa carrière au sein de son premier club, l'EST. Il se lance par la suite dans une carrière d'entraîneur pendant quelques saisons mais sans grande réussite, avant de se consacrer à l'activité agricole.

## Portrait
Pour Mustapha Zoubeidi, « Diwa, court sur pattes, légèrement courbé en marchant, [...] ne donne jamais l'air d'un champion tant sa timidité le limite à de très brèves apparitions en dehors du stade où il accapare toute l'attention par non seulement ses prouesses techniques mais même par son jeu sans ballon car dans l'art de faire jouer les autres, Diwa avait le don de désaxer les meilleures défenses par son déplacement sans ballon ». De son côté, Sadok Ben Mahmoud écrit : « Avec lui les amateurs de dribbles chaloupés, de reprises de volées meurtrières ou de retombées acrobatiques vivaient des dimanches pimentés d'émotions ». Pour Abdelwahab Derouiche, cet « avant-centre racé aux qualités indéniables, dribbler de charme, tireur adroit, buteur opportuniste [...] était un joueur complet. Il était capable à lui seul de forcer une décision, de changer le cours des événements, de basculer un match ».

## Parcours en équipe nationale
Son parcours international n'a pas été à la mesure de son talent pour des raisons extra-sportives. Des tentatives ont été déployées pour dissiper ses malentendus avec le staff technique en 1960. Mais au cours d'un match contre l'équipe de Pologne lors des Jeux olympiques, il est en méforme totale, ce qui irrite l'entraîneur Milan Kristić qui l'écarte définitivement. À la fin de sa carrière, il fait une dernière apparition contre l'équipe du Maroc en 1969, en éliminatoires de la coupe du monde.

## Palmarès
- Champion de Tunisie : 1956-1957, 1960-1961, 1961-1962, 1969-1970
- Vainqueur de la coupe de Tunisie : 1956, 1958, 1960, 1962
- Champion de Tunisie de division 3 : 1954
- Champion de Tunisie de division 2 : 1955
- Champion de Tunisie juniors : 1953, 1954
- Vainqueur de la coupe de Tunisie juniors : 1954

## Décorations
- Commandeur de l'Ordre national du Mérite (Tunisie, 2012)[7].